# Adelaide di Borgogna

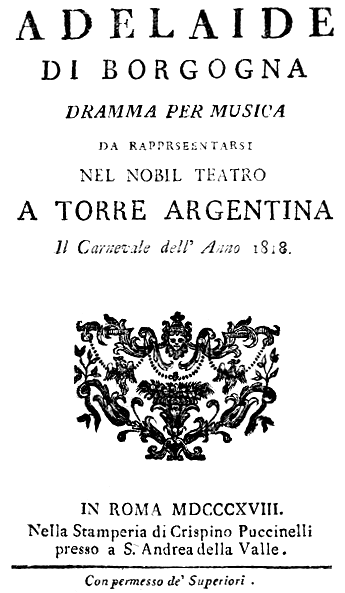
Librettots titelsida, Rom 1818.

Adelaide de Borgogna, ossia Ottone, re d'Italia  (Adelaide av Burgund, eller Otto, kung av Italien) är en opera (dramma per musica) i två akter med musik av Gioacchino Rossini och libretto av Giovanni Schmidt. 

## Historia
Trots att de andra operorna som Rossini komponerade för Rom var komiska (Barberaren i Sevilla och Askungen), till skillnad från de tragiska som sattes upp i Neapel, är Adelaide di Borgogna annorlunda. Den har kallats "trivial" och Rossini skrev den också på bara tre veckor. Premiären den 27 december 1817 på Teatro Argentina i Rom blev ingen succé och uppsättningen lades ned efter två veckor.

## Personer
- Adelaide (sopran)
- Ottone (kontraalt)
- Adelberto (tenor)
- Berengario (bas)
- Eurice (mezzosopran)
- Ernesto (tenor)
- Iroldo (mezzosopran eller tenor)

## Handling
Berengario har förgiftat Lotario, Italiens förste kung, och själv tagit makten. För att säkra tronen tänker han gifta bort sin son Adelberto med Lotarios änka Adelaide av Burgund. Men den tyske kejsaren Ottone invaderar Italien, besegrar Berengario och gifter sig med Adelaide.

## Musiken
Orkestern består av:
- Träblås: två flöjter (en piccolaflöjt), två oboer, två klarinetter, två fagotter
- Bleckblås: två valthorn, två trumpeter, trombon
- Slagverk: pukor, bastrumma, cymbal
- Stråkar
- Basso continuo

Operan innehåller följande musiknummer:
- Sinfonia (Ouvertyr)

Akt I
- Nr. 1. Introduktion (kör, Iroldo, Berengario, Adelaide, Adelberto): "Misera patria oppressa" (Scen 1)
- Nr. 2. Kör: "Salve, Italia, un dì regnante" (Scen 5) 
  - Scen och cavatina (Ottone): "Soffri la tua sventura" (Scen 6)
- Nr. 3. Duett (Ottone, Adelberto): "Vive Adelaide in pianto" (Scen 7)
- Nr. 4. Coretto (Kör, Iroldo): "Viva Ottone" (Scen 10)
- Nr. 5. Cavatina (Berengario): "Se protegge amica sorte" (Scen 12)
- Nr. 6. Aria (Eurice): "Vorrei distruggere" (Scen 12)
- Nr. 7. Kör: "O ritiro che soggiorno" (Scen 13) 
  - Scene och cavatina (Adelaide): "Occhi miei, piangeste assai" (Scen 13)
- Nr. 8. Duett (Adelaide, Ottone): "Mi dai corona und vita" (Scen 14)
- Nr. 9. Final I (Kör, Adelberto, Berengario, Ottone, Adelaide, Ernesto): "Schiudi le porte al tempio" (Scen 15–18)

Akt II
- Nr. 10. Introduktion (Kör): "Come l'aquila che piomba" (Scen 1)
- Nr. 11. Duett (Adelberto Adelaide): "Della tua patria ai voti" (Scen 3)
- Nr. 12. Aria (Eurice): "Sì, sì, mi svena" (Scen 6)
- Nr. 10. Kör, scen och aria (Adelberto): "Berengario è nel periglio" – "Grida, o natura, und desta" (Scen 7)
- Nr. 11. Kvartett (Ottone, Berengario, Adelberto, Adelaide): "Adelaide! Oh ciel" (Scen 12)
- Nr. 12. Scene och aria (Adelaide) "Ah, vanne, addio" – "Cingi la benda candida" (Scen 16)
- Nr. 16. Kör: "Serti intrecciar le vergini" (Scen 17) 
  - Scen och aria (Kör, Ottone): "Vieni, tuo sposo e amante" (Scen 18)

Som ouvertyr använde Rossini samma som till La cambiale di matrimonio, en sinfonia i Ess-dur komponerad 1809. En del musiknummer i operan är inte komponerade av Rossini, utan av den neapolitanske tonsättaren Michele Carafa de Colobrano. Senare skulle Rossini använda nio av musiknumren till sin operaparodi Eduardo e Cristina.